# IEEE 802.11r-2008
EEE 802.11r-2008 или быстрый переход BSS (FT), также называемый быстрым роумингом, является поправкой к стандарту IEEE 802.11 для поддержания непрерывной связи с беспроводными устройствами в движении с быстрой, безопасной и плавной передачей обслуживания от одной базовой станции к другой. Он был опубликован 15 июля 2008 года. IEEE 802.11r-2008 был сведён в 802.11-2012.

## Обоснование поправки
Стандарт 802.11, обычно называемый Wi-Fi, широко используется для беспроводной связи. Многие развернутые реализации имеют эффективные диапазоны всего в несколько сотен метров, поэтому для поддержания связи устройства, находящиеся в движении, которые используют её, должны будут переключаться с одной точки доступа на другую. В автомобильной среде это может легко привести к переключению каждые пять-десять секунд.
Передачи уже поддерживаются в соответствии с существующим стандартом. Базовая архитектура для передачи обслуживания идентична для 802.11 с и без 802.11r: мобильное устройство полностью отвечает за решение, когда передавать и какой точке доступа оно желает передать. В первые дни 802.11 передача обслуживания была намного более простой задачей для мобильного устройства. Всего четыре сообщения потребовалось устройству для установления соединения с новой точкой доступа (пять, если вы считаете необязательное сообщение «Я ухожу» (пакет деаутентификации и разъединения), которое клиент может отправить на старую точку доступа). Однако, поскольку в стандарт были добавлены дополнительные функции, включая 802.11i с аутентификацией 802.1X и 802.11e или WMM с запросами контроля доступа, количество требуемых сообщений резко возросло. Во время обмена этими дополнительными сообщениями трафик мобильного устройства, в том числе от голосовых вызовов, не может продолжаться, и потери, понесенные пользователем, могут составлять несколько секунд. Как правило, наибольшая величина задержки или потери, которую пограничная сеть должна внести в голосовой вызов, составляет 50 мс.
802.11r был запущен, чтобы попытаться снять дополнительное бремя, которое безопасность и качество обслуживания добавили к процессу передачи обслуживания, и восстановить его к первоначальному обмену четырьмя сообщениями. Таким образом, проблемы с передачей обслуживания не устраняются, но, по крайней мере, возвращаются в прежнее состояние.
Основным приложением, которое в настоящее время предусматривается для стандарта 802.11r, является передача голоса по IP (VOIP) через мобильные телефоны, предназначенные для работы с сетями беспроводного Интернета, вместо (или в дополнение к) стандартных сотовых сетей.

## Быстрый переход BSS
IEEE 802.11r определяет быстрые переходы базового набора служб (BSS) между точками доступа, переопределяя протокол согласования ключа безопасности, позволяя параллельно выполнять и согласование, и запросы на беспроводные ресурсы (аналогичные RSVP, но определённые в 802.11e).
Протокол согласования ключей в 802.11i указывает, что для аутентификации на основе 802.1X клиент должен повторно согласовывать свой ключ с RADIUS или другим сервером аутентификации, поддерживающим расширяемый протокол аутентификации (EAP), при каждой передаче обслуживания, что занимает много времени. Решение состоит в том, чтобы часть ключа, полученного от сервера, была кэширована в беспроводной сети, так что разумное количество будущих соединений может быть основано на кэшированном ключе, избегая процесса 802.1X. В настоящее время существует функция, известная как условное кэширование ключей (OKC), основанная на стандарте 802.11i, для выполнения той же задачи. 802.11r отличается от OKC тем, что полностью определяет иерархию ключей.

### Протокол операции
Переход на BSS 802.11r проходит шесть этапов:
- Сканирование — активное или пассивное для других точек доступа в этом районе.
- Обмен сообщениями аутентификации 802.11 (сначала от клиента, затем от AP) с целевой точкой доступа.
- Обмен сообщениями реассоциации для установления соединения в целевой AP.

На этом этапе в BSS 802.1X точка доступа и станция имеют соединение, но им не разрешено обмениваться кадрами данных, поскольку они не установили ключ.
- Согласование парного главного ключа 802.1X (PMK).
- Вывод парного переходного ключа (PTK) — 4-этапное рукопожатие сеансовых ключей на основе 802.11i, создающее уникальный ключ шифрования для ассоциации на основе мастер-ключа, установленного на предыдущем шаге.

- Контроль допуска QoS для восстановления потоков QoS.

Быстрый переход BSS выполняет те же операции, за исключением согласования 802.1X, но совмещает обмены контролем доступа PTK и QoS с сообщениями аутентификации и повторной ассоциации 802.11.

## Проблемы
В октябре 2017 года исследователи безопасности Mathy Vanhoef (imec-DistriNet, KU Leuven) и Frank Piessens (imec-DistriNet, KU Leuven) опубликовали свою статью «Атаки с переустановкой ключа: принудительное повторное использование в WPA2» (KRACK). В этом документе также перечислены уязвимости распространенных реализаций 802.11r и зарегистрирован идентификатор CVE CVE-2017-13082.
4 августа 2018 года исследователь Jens Steube (из Hashcat) описал новую технику для взлома паролей WPA PSK (Pre-Shared Key), которая, как он утверждает, будет работать против всех сетей 802.11i / p / q / r с включенными функциями роуминга.